# Løgstør
Løgstør est une ancienne ville du Danemark, actuellement un quartier de la commune de Vesthimmerland, dans la région Jutland du Nord .

## Géopolitique
Løgstør a fusionné en 2007, avec les communes de Farsø, Aalestrup et Aars, afin de former la commune de Vesthimmerland.

## Population
Au 1er janvier 2014, le quartier comptait une population de 4 284 habitants.